# Kàrtsev
Kàrtsev (en rus Карцев) és un khútor del raion de Guiaguínskaia, a la República d'Adiguèsia, a Rússia. És a la vora dreta del riu Fars, a 26 km a l'est de Guiaguínskaia i a 25 km al nord-est de Maikop, la capital de la república. Pertany al municipi de Serguíevskoie.